# Merdith W. B. Temple

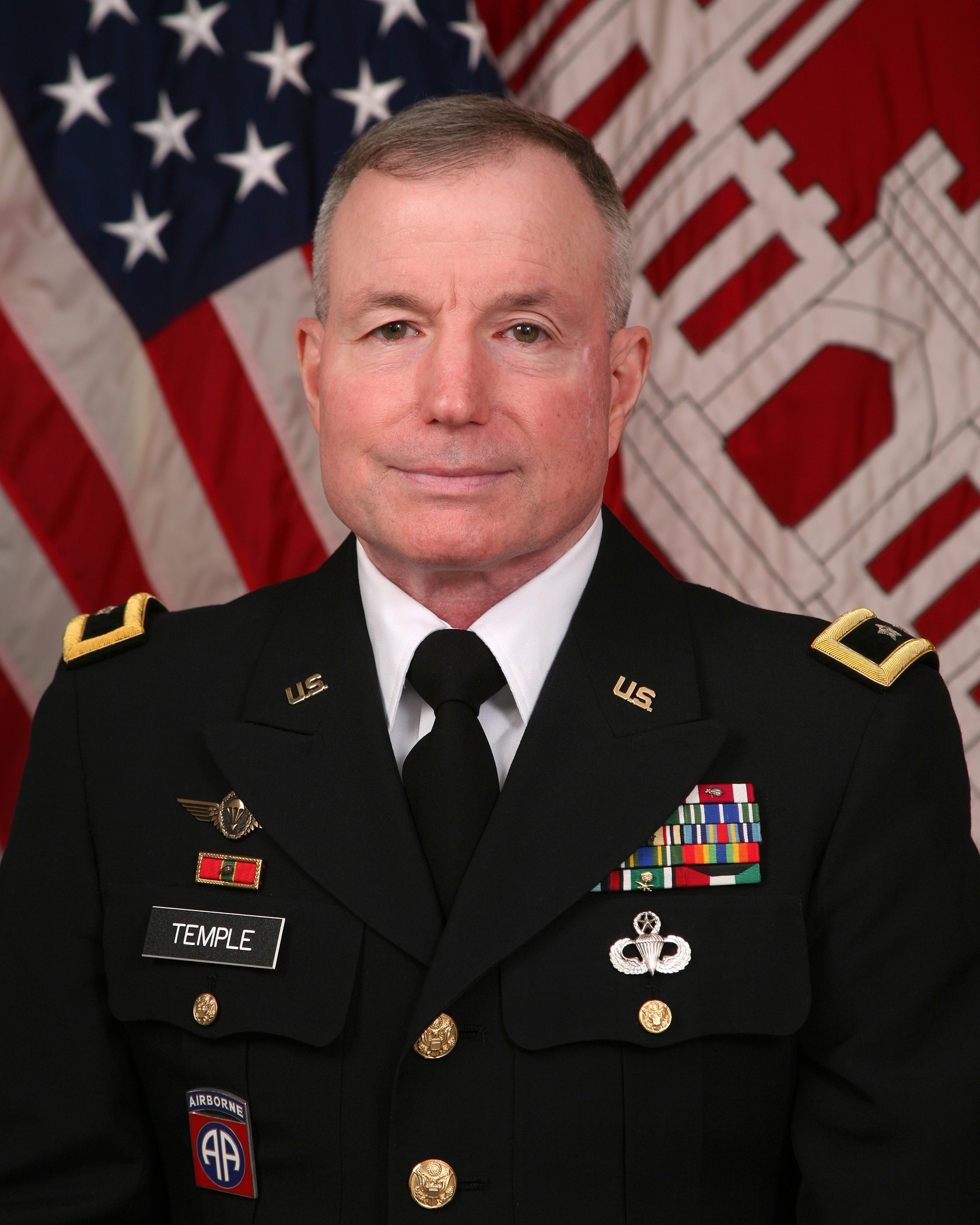
Merdith W. B. Temple (2011)

Merdith Wyndham Bolling „Bo“ Temple (* 8. Juli 1953 in Richmond, Virginia; † 1. November 2020 ebenda) war ein Generalmajor der United States Army. Er war unter anderem kommissarischer Kommandeur des United States Army Corps of Engineers.
Merdith Temple besuchte die Thomas Jefferson High School in seiner Geburtsstadt Richmond. Anschließend durchlief er das Virginia Military Institute. Nach seiner Graduation im Jahr 1975 wurde er als Leutnant in das Offizierskorps der US-Armee aufgenommen und den Pionieren (Engineers) zugeteilt. In der Armee durchlief er anschließend alle Offiziersränge vom Leutnant bis zum Zwei-Sterne-General.
Im Lauf seiner militärischen Karriere absolvierte Temple verschiedene Kurse und Schulungen. Dazu gehörten unter anderem die Texas A&M University, das Command and General Staff College sowie das United States Army War College.
In seinen jüngeren Jahren absolvierte er den für Offiziere in den niederen Rangstufen üblichen Dienst in verschiedenen Pioniereinheiten und Standorten. Zwischenzeitlich wurde er auch als Stabsoffizier eingesetzt. Als Engineer gehörten der Hochwasserschutz, der Ausbau von Hafenanlagen und deren militärischer Verteidigung, Flussregulierungen sowie der Bau von Schleusen und Stauwerken, Straßen und Flugplätzen zu seinem Aufgabenbereich.
Temple war unter anderem als Zugführer in Südkorea eingesetzt. Zu seinen weiteren Verwendungen gehörten eine Stationierung in Fort Bragg in North Carolina, eine Stabsoffiziersstelle in Heidelberg bei USAREUR und ein Kriegseinsatz während des Zweiten Golfkriegs. Dabei war er in Saudi-Arabien und am Persischen Golf als Stabsoffizier tätig. Schließlich erhielt er das Kommando über ein Pionierbataillon. Später war er Stabsoffizier in einem NATO-Hauptquartier in der Türkei und im Army Personnel Command Center in Virginia. Zudem war er in beratender Funktion für die Readiness Group in Denver in Colorado tätig.
Zu Temples weiteren Tätigkeiten gehörten das Kommando über eine Brigade des XVIII. Luftlandekorps (1998–2000). Außerdem war er bei der Combined Joint Task Force Seven im Irak Leiter der Pionierabteilung. Danach kommandierte Temple für einige Zeit das Transatlantic Programs Center in Winchester in Virginia.
Schließlich wurde er mit dem Oberbefehl über die North Atlantic Division des Corps of Engineers (COE) betraut. Deren Hauptquartier befand sich in New York City. Anschließend gehörte er dem Stab des COE als Leiter der Abteilung für Civil Works and Emergency Operations an. Danach leitete er die Abteilung für militärische Operationen (Military and International Operations) ebenfalls im Hauptquartier des COE.
Im Januar 2010 wurde er stellvertretender Kommandeur des gesamten COE. In dieser Funktion musste er zwischen Juni 2011 bis Mai 2012 das Amt des Kommandeurs des Korps kommissarisch übernehmen um die Zeit zwischen dem vorherigen Kommandeur Robert L. Van Antwerp und dessen Nachfolger Thomas P. Bostick überbrücken.
Am 31. August 2012 ging Merdith Temple in den Ruhestand. Er starb am 1. November 2020 in seiner Heimatstadt Richmond an den Folgen einer Krebserkrankung.

## Orden und Auszeichnungen
Meredith Temple erhielt im Lauf seiner militärischen Laufbahn unter anderem folgende Auszeichnungen:
- Army Distinguished Service Medal
- Legion of Merit
- Bronze Star Medal
- Joint Service Commendation Medal
- Defense Meritorious Service Medal
- Army Meritorious Service Medal
- Army Commendation Medal
- Army Superior Unit Award